# 에릭 셰퍼 스티븐스
에릭 셰퍼 스티븐스(Eric Sheffer Stevens, 1972년 6월 19일 ~ )는 미국의 연극 배우, 영화배우, 텔레비전 배우이다.
새크라멘토에서 태어났다.

## 방송
- 아이 헤이트 마이 틴에이지 도터
- 애즈 더 월드 턴즈

## 영화
- 브루클린의 멋진 주말 (2014년) - 미스터 슈일러 역
- 사일런트 스크림 (2011년) - 피터 역
- 멀티플 새커즘 (2010년)
- 그레타 (2009년)
- 줄리 & 줄리아 (2009년)
- 법과 질서 (1990년)
- 애즈 더 월드 턴즈 (1956년)